# Verwaltungsgemeinschaft Götschetal-Petersberg

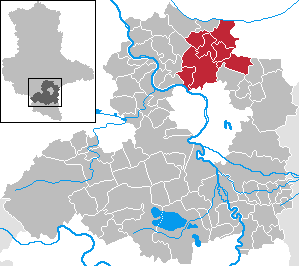
Ligging Verwaltungsgemeinschaft

In de voormalige Verwaltungsgemeinschaft Götschetal-Petersberg, gelegen in het district Saalekreis, werkten zeven gemeenten gezamenlijk aan de afwikkeling van hun gemeentelijke taken. De Verwaltungsgemeinschaft had een oppervlakte van 102,69 km² en 10.657 inwoners (stand 31 december 2008).

## Deelnemende gemeenten
Ondestaande gemeenten maakten op datum van opheffing deel uit van de Verwaltungsgemeinschaft
- Brachstedt met Hohen en Wurp
- Götschetal met Wallwitz, Gutenberg, Nehlitz, Sennewitz en Teicha
- Krosigk met Kaltenmark en Neue Häuser
- Kütten met Drobitz
- Morl met Alaune, Beidersee, Morl en Möderau
- Ostrau met Mösthinsdorf
- Petersberg met Drehlitz en Frößnitz

Bij de opheffing van de Verwaltungsgemeinschaft op 1 januari 2010 zijn alle gemeenten overgegaan naar de nieuw gevormde eenheidsgemeente Petersberg.